# Argyractoides catenalis
Argyractoides catenalis là một loài bướm đêm trong họ Crambidae.